# 中山宿駅
中山宿駅（なかやまじゅくえき）は、福島県郡山市熱海町中山字早稲田にある、東日本旅客鉄道（JR東日本）磐越西線の駅である。

## 歴史
かつては勾配型スイッチバックの駅であったが、1997年（平成9年）に800メートル会津若松寄りの中山トンネル脇の本線上に移転し、スイッチバックではなくなった。
スイッチバック時代の旧駅跡はそのまま残されており、2015年（平成27年）の「ふくしまデスティネーションキャンペーン」に際して、鉄道遺産として地元が説明看板や駅名標などの整備を行って公開した。以降、ホーム跡が見学可能になっている。

### 年表
- 1898年（明治31年）7月26日：岩越鉄道の仮停車場として開業[3]。
- 1899年（明治32年）3月10日：仮駅から移転して正式な駅となる[3]。
- 1906年（明治39年）11月1日：岩越鉄道が国有化[3]。
- 1914年（大正3年）3月26日：電報の取り扱いを開始[4]。
- 1963年（昭和38年）
  - 3月31日：電報の取り扱いを廃止[5]。
  - 5月22日：勾配型スイッチバックを通過不可能形から通過可能形に改良[6]。
- 1972年（昭和47年）9月1日：貨物および荷物の取り扱いを廃止[7]。旅客の取り扱いについては駅員無配置駅となる[8]（運転要員のみ配置[新聞 3]）。
- 1983年（昭和58年）3月10日：磐越西線のCTC化に伴い、駅無人化。
- 1987年（昭和62年）4月1日：国鉄分割民営化により、JR東日本の駅となる[9]。
- 1997年（平成9年）3月22日：勾配型スイッチバックを廃止し、800メートル会津若松寄りの本線上に移転[新聞 1]。
- 2015年（平成27年）：スイッチバック時代の旧駅跡を観光用に整備[新聞 2]。
- 2024年（令和6年）10月1日：えきねっとQチケのサービスを開始[1][報道 1]。

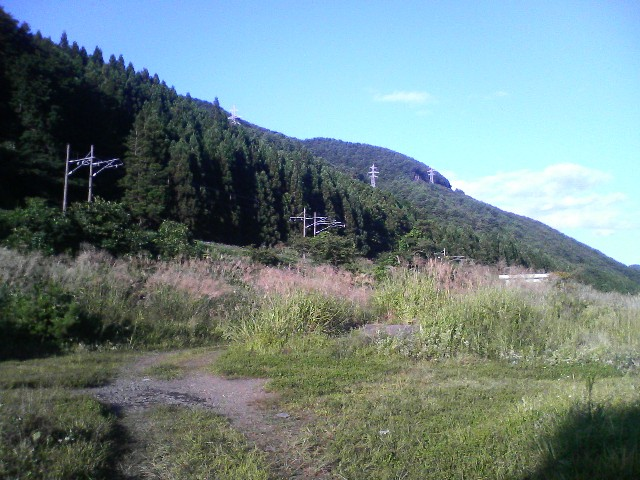
観光用に整備される前の旧中山宿駅（中央にホーム跡、後方には現在の本線が見える）（2006年9月）
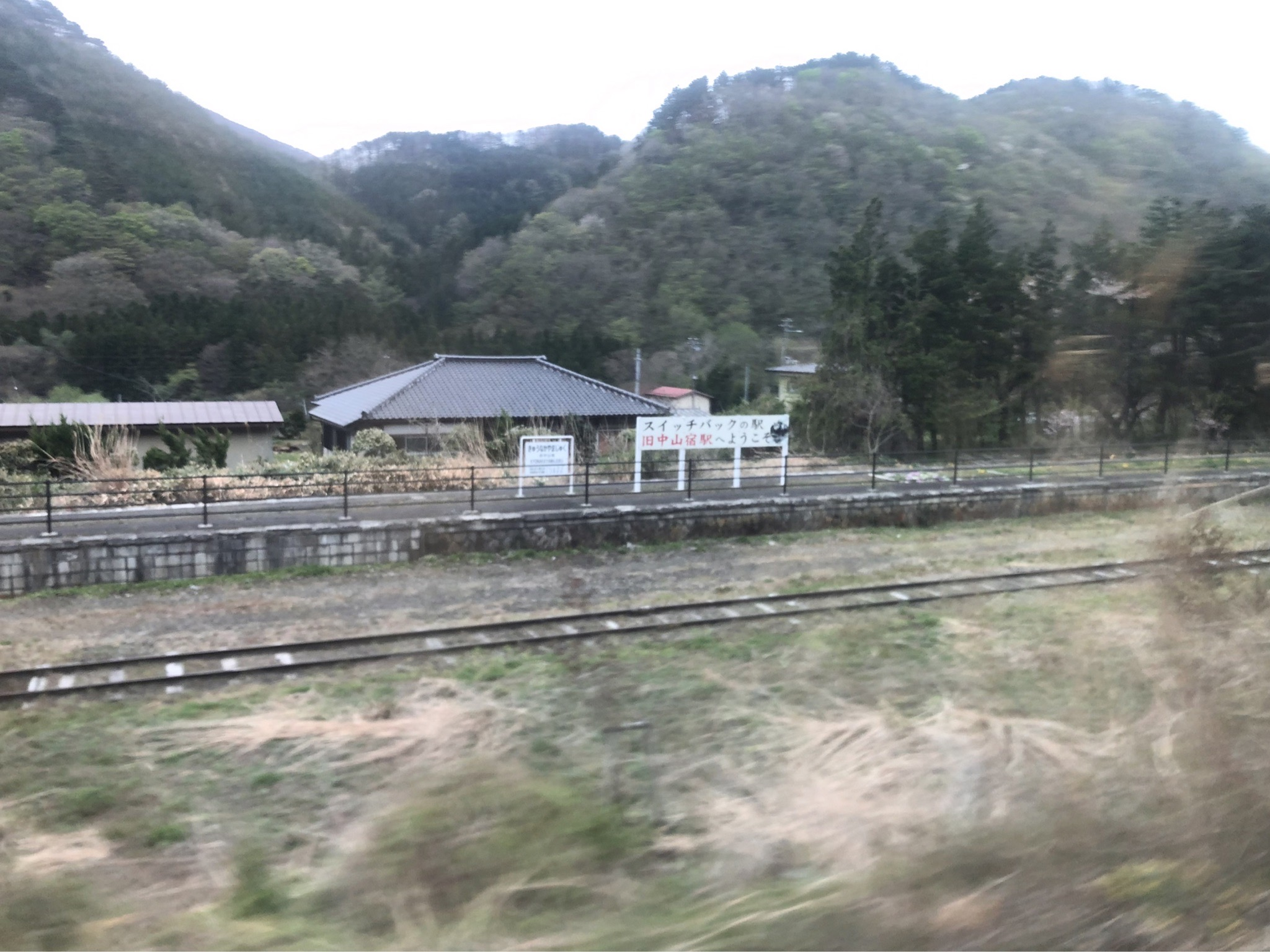
観光用に整備後の旧中山宿駅（ダミーの駅名標などが設置されている）（2022年5月）

## 駅構造
単式ホーム1面1線を有する地上駅である。スイッチバック時代は島式ホーム1面2線だった。
郡山駅管理の無人駅である。駅舎はなく、小さな待合所のみである。

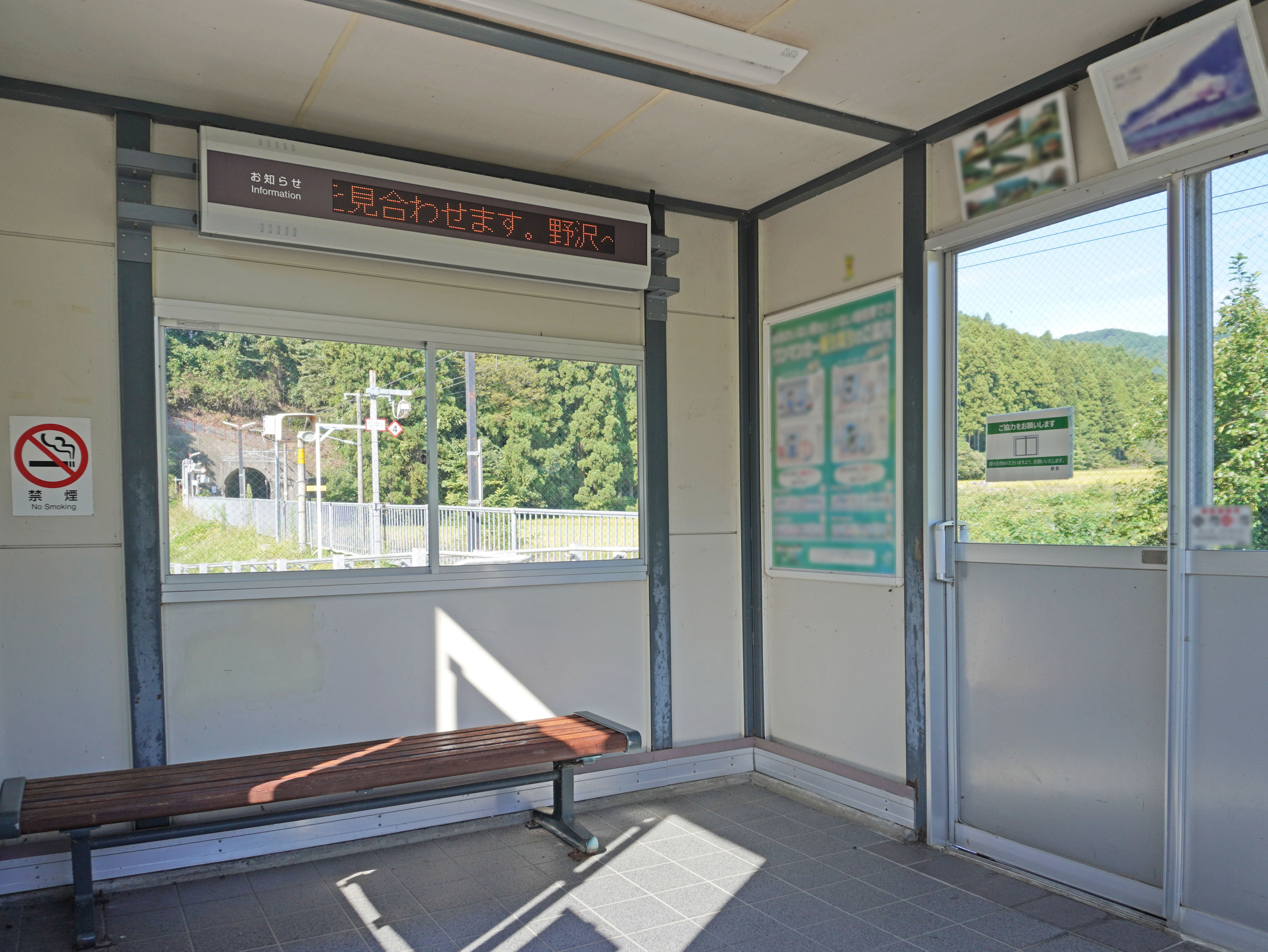
待合室（2022年9月）
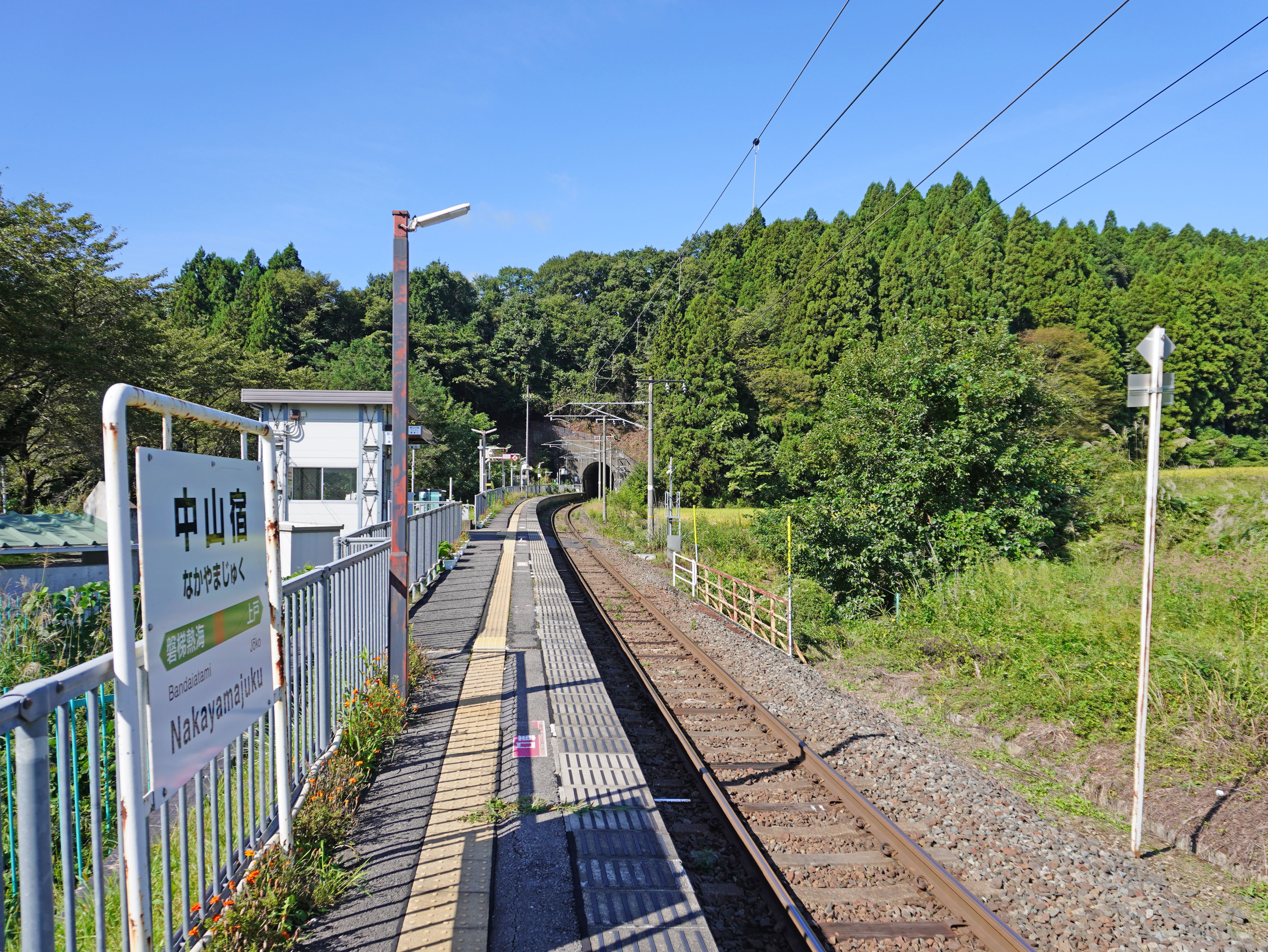
ホーム（2022年9月）

## 利用状況
「福島県統計年鑑」によると、2000年度（平成12年度）- 2004年度（平成16年度）の1日平均乗車人員の推移は以下のとおりであった。
| 乗車人員推移       | 乗車人員推移     | 乗車人員推移 |
| 年度               | 1日平均 乗車人員 | 出典         |
| ------------------ | ---------------- | ------------ |
| 2000年（平成12年） | 14               | [ 10 ]       |
| 2001年（平成13年） | 11               | [ 11 ]       |
| 2002年（平成14年） | 11               | [ 12 ]       |
| 2003年（平成15年） | 11               | [ 13 ]       |
| 2004年（平成16年） | 11               | [ 14 ]       |

## 駅周辺
踏切付近から当駅に向かう舗装道路が旧線路跡であり、駅駐車場の先は旧・中山トンネルへと続いている。
- 中山トンネル（磐越西線）
- 国道49号
- 五百川
- 磐越自動車道 新中山トンネル

## 隣の駅
東日本旅客鉄道（JR東日本）
■磐越西線
□快速（「あいづ」を含む）
通過
■普通
磐梯熱海駅 - 中山宿駅 - （沼上信号場） - 上戸駅

### 報道発表資料
1. ↑  『Suicaエリア外もチケットレスで! 東北エリアから「えきねっとQチケ」がはじまります』（PDF）（プレスリリース）東日本旅客鉄道、2024年7月11日。オリジナルの2024年7月11日時点におけるアーカイブ。2024年7月31日閲覧。

### 新聞記事
1. 1 2 3 4 5  「東北唯一のスイッチバック廃止へ 磐越西線中山宿駅 3月新ダイヤ駅移転に伴い」『交通新聞』交通新聞社、1997年1月27日、3面。
2. 1 2  「「スイッチバック方式」方式導入 郡山の旧中山宿駅跡、観光地に」『福島民報』2015年5月1日。オリジナルの2015年5月2日時点におけるアーカイブ。2024年11月13日閲覧。
3. ↑  「仙鉄の営業近代化計画」『交通新聞』交通協力会、1972年7月15日、1面。